# 郷力也
郷 力也（ごう りきや、男性、1950年 - ）は、日本の漫画家。大阪府出身。代表作に『ミナミの帝王』（原作：天王寺大）などがある。漫画原作者・天王寺大の実兄である。

## 経歴
中学卒業後に上京し、1966年に池川伸治のアシスタントになる。当時は「川辺フジオ」のペンネームを名乗り、やがて16歳で『風船よさようなら』でデビューし、以後池川のもとから独立してからも少女漫画の世界で活躍する。やがて1971年に青年漫画に移り、『西成無理心中』で再デビュー、ギャンブル劇画などを発表していく。1992年より『ミナミの帝王』の連載を開始する。『ミナミの帝王』の映像化作品においては、出演や監督も行っている。

## 作品
- 雀鬼地獄牌
- 海のキャンバス
- おとこ官兵衛
- ダモクレスの剣-難麻太郎麻雀自伝-（原作：灘麻太郎）
- 難波金融伝・ミナミの帝王（原作：天王寺大）
- 男 天を突く（原作：天王寺大）
- 通天の角（原作：天王寺大）
- ホステスNO.1（原作：京野一郎）
- キャバ嬢ナガレ（原作：かわさき健）
- スネークMAN（原作：東行一志）
- 人生航路（原作：藤平久子）
- 秘命監察官ドン（脚本：末田雄一郎）
- 千夜鬼抄バンパイア